# Leucalburnus satunini
Leucalburnus satunini és una espècie de peix cipriniforme de la família dels ciprínids.

## Morfologia
- Els mascles poden assolir 17,5 cm de longitud total.[2][3]

## Hàbitat
És un peix d'aigua dolça i de clima temperat (10 °C-20 °C).

## Distribució geogràfica
Es troba a Àsia: Turquia i l'Iran.